# Göreme (Turquie)
Pour les articles homonymes, voir Göreme (homonymie).
Göreme (pronounced ˈɟœɾeme ; en grec ancien : Κόραμα, Kòrama), située parmi les formations rocheuses en cheminées de fée, est une ville de Cappadoce, une région historique de Turquie.

## Géographie
La ville se situe dans la province de Nevşehir en Anatolie centrale et compte environ 2 000 habitants.
Les anciens noms de la ville sont Korama, Matiana, Maccan ou Machan et Avcilar. Lorsque la vallée de Göreme, située à proximité, est devenue une destination touristique importante, le nom de la ville a été modifié en Göreme pour des raisons pratiques.
Parmi les sites historiques importants de Göreme figurent les églises d'Ortahane, Durmus Kadir, Yusuf Koc et Bezirhane, en plus de la Tokali Kilise richement décorée, l'église Apple, ainsi qu'un certain nombre de maisons et de pigeonniers taillés directement dans les formations rocheuses.

## Histoire
L'époque où Göreme a été habitée pour la première fois n'est pas clairement définie, mais elle pourrait remonter à l'ère hittite, entre 1800 et 1200 avant J.-C. L'emplacement était central entre les empires rivaux pendant de nombreux siècles, tels que les Hurri-Mitanni, l'empire hittite, le royaume médio-assyrien, l'empire néo-assyrien, l'empire achéménide perse et l'empire séleucide, amenant les autochtones à creuser des abris dans le rocher pour échapper à la tourmente politique. À l'époque romaine, la région accueillit les chrétiens qui fuyaient Rome. Le christianisme oriental, sous ses formes orthodoxe, iconoclaste et paulicienne, a prévalu dans la région: c'est la première forme, qui utilisait les fresques et les icônes, qui nous a légué les nombreuses églises rupestres que l'on peut toujours voir aujourd'hui. Toutefois, affirmer, comme le font les commentaires de nombreux sites et flyers consacrés à Göreme, que ce sont « des Hittites, et des Romains chrétiens fuyant Rome » qui ont vécu là avant les Turcs, c'est occulter un millénaire et demi d'histoire de l'Anatolie, et notamment la partie que l'historiographie officielle préfère « ombrer » : l'hellénisation de la région, qui explique que les inscriptions de ces églises rupestres byzantines sont toutes en grec.

## Parc national
Le Parc national de Göreme et sites rupestres de Cappadoce (en turc : Göreme Tarihî Millî Parkı) a été ajouté à la liste du patrimoine mondial de l'UNESCO en 1985.

## Voir également
- Amasya
- Ürgüp